# Typová inference
Typová inference nebo odvozování typu je vlastnost některých programovacích jazyků, která umožňuje nedeklarovat typ proměnné, pokud jej lze odvodit (rekonstruovat) ze zbývajících informací a pravidel zápisu.
Staticky typované jazyky vyžadují, aby typ hodnoty byl předem definován. V některých programovacích jazycích je třeba datový typ výslovně deklarovat, což je pro vývojáře nepohodlné. V mnoha případech je možné typ automaticky odvodit. Například v následujícím kódu:
```
var
 
msg
:
 
String
 
=
 
"Hello, world!"
;

```

je jasné, jakého typu proměnná msg je. Scala, jako příklad jazyka majícího tuto schopnost, tedy v tomto případě typ nevyžaduje:
```
var
 
msg
 
=
 
"Hello, world!"
;

```

Naopak, jsou situace, kdy je třeba typ explicitně uvést, protože by jinak došlo k nejednoznačnosti, se kterou by si kompilátor nedovedl poradit.
A nebo, jsou situace, kdy je třeba typ explicitně uvést, protože by kompilátor zvolil jiný, například příliš obecný, nebo příliš konkrétní, který vývojáři nevyhovuje.
V jazycích s generickým typovým systémem lze odvozovat také typové parametry.

## Jazyky podporující typovou inferenci
- Scala
- Haskell
- C++
- D
- Java
- Python
- Rust
- Visual Basic